# アヌベルシュヌ (小惑星)
アヌベルシュヌ (12619 Anubelshunu) は小惑星帯にある小惑星。パロマー天文台のトム・ゲーレルスとライデン天文台のファン・ハウテン夫妻が発見した。
バビロニアの星座の記述をのこした、紀元前3世紀から2世紀のバビロニアの神官、アヌ・ベルシュヌ（Anu Belshunu、またはAnubelshunu、Anu-belshunuとも、紀元前249年 - 紀元前185年頃）に因んで名付けられた。